# 皮唐日勒拉克
皮唐日勒拉克（法語：Putanges-le-Lac，法語發音：[pytɑ̃ʒ lə lak]）是法国奥恩省的一个市镇，位于该省北部偏西，属于阿让唐区。

## 地名
该地名“皮唐日勒拉克”（Putanges-le-Lac）由两部分组成：“皮唐日”（Putanges），该市镇的前身及主体皮唐日-蓬泰克勒潘的主要城镇；“勒拉克”（le-Lac），法语意为“湖”。

## 历史
皮唐日勒拉克成立于2016年1月1日，由以下9个市镇合并而成：
- 谢讷杜伊（Chênedouit）
- 拉福雷欧夫赖（La Forêt-Auvray）
- 拉弗雷奈欧索瓦日（La Fresnaye-au-Sauvage）
- 梅尼勒让（Ménil-Jean）
- 皮唐日-蓬泰克勒潘（Putanges-Pont-Écrepin）
- 拉博当日（Rabodanges）
- 莱罗图尔（Les Rotours）
- 奥恩河畔圣奥贝尔（Saint-Aubert-sur-Orne）
- 奥恩河畔圣克鲁瓦（Sainte-Croix-sur-Orne）

其中皮唐日-蓬泰克勒潘为政府驻地。

## 地理
皮唐日勒拉克（48°45'50"N, 0°14'49"W）面积76.91 平方千米，位于法国诺曼底大区奧恩省，该省份为法国西北部内陆省份，北起顺时针与卡爾瓦多斯省、厄尔省、厄尔-卢瓦省、萨尔特省、马耶讷省和芒什省接壤。
与皮唐日勒拉克接壤的市镇（或旧市镇、城区）包括：尚瑟里、日耶勒-库尔泰耶、梅尼勒贡杜安、埃库谢莱瓦莱、克拉梅尼勒、拉朗德德卢热、莱西沃托、迈尔河畔卢热、圣安德烈-德布里尤兹、圣伊莱尔-德布里尤兹、圣奥诺里内-拉吉洛姆、莱西勒巴尔代勒、巴佐什欧乌尔姆、梅尼勒埃尔梅、奥恩河畔圣菲尔贝。
皮唐日勒拉克的时区为UTC+01:00、UTC+02:00（夏令时）。

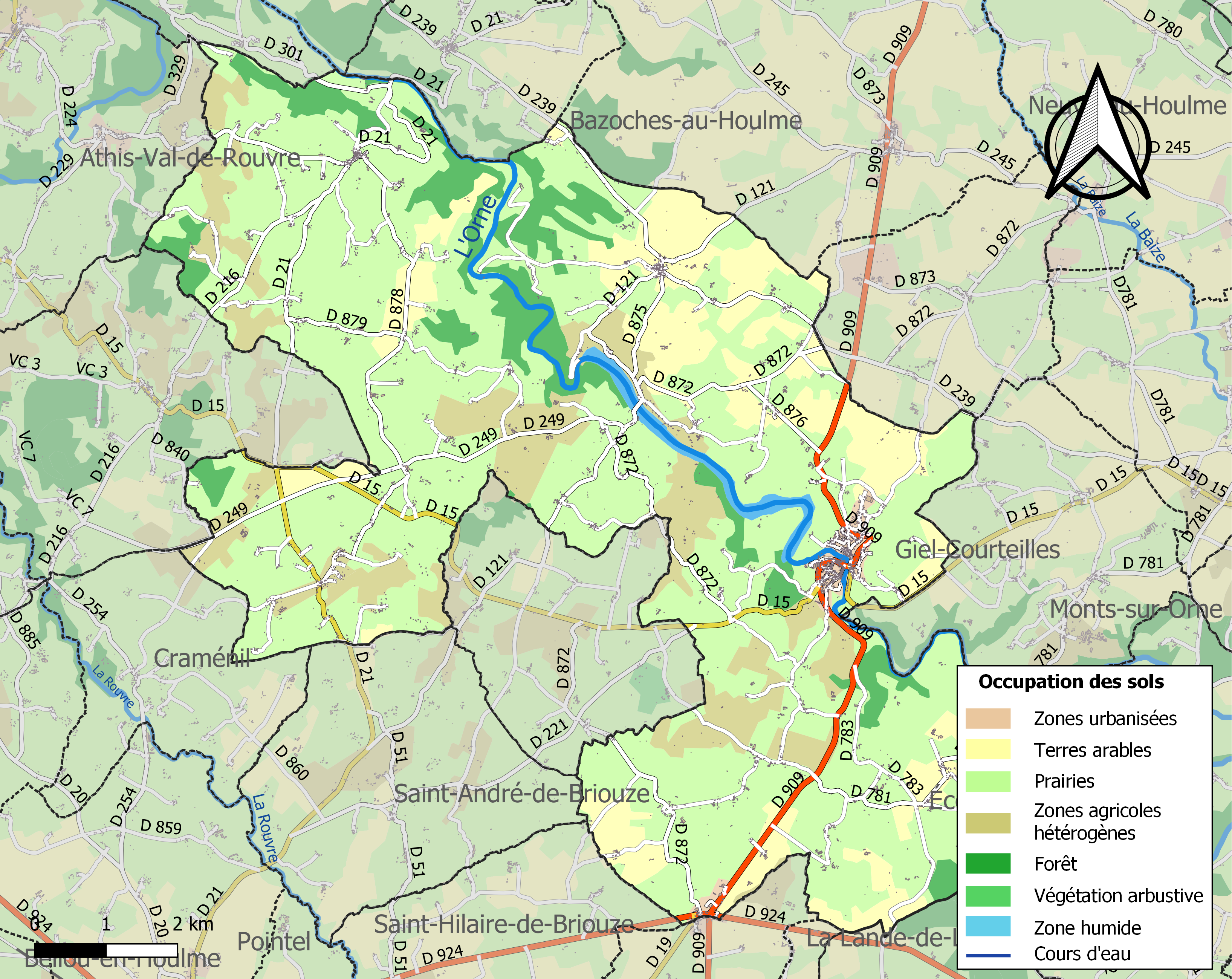
皮唐日勒拉克的OSM定位图

## 行政
皮唐日勒拉克的邮政编码为61210，INSEE市镇编码为61339。

## 政治
皮唐日勒拉克所属的省级选区为阿蒂斯-瓦勒德鲁夫尔县。

## 人口
皮唐日勒拉克于2022年1月1日时的人口数量为2115人。